# المعلم (مسلسل)
المعلم (بالتركية: Öğretmen)‏ مسلسل تلفزيوني تركي من بطولة إيلكر كاليلي، وهو مقتبس من المسلسل الياباني (Mr Haiiragi's Homeroom). عرُض في 4 مارس عام 2020 على قناة فوكس وانتهى عند الحلقة التاسعة في 15 نوفمبر 2020.

## القصة
رويا رياضية حائزة على جوائز، يزعم زملائها إنها تغش في منافسة رياضية وتتعرض لتحرش لفظي في المدرسة، تنتحر بعد فترة وجيزة، ويقرر الأستاذ عاكف إعطاء درس للطلاب.

## الشخصيات
| الممثل             | الدور |
| ------------------ | ----- |
| إيلكر قلعلي        | عاكف  |
| جرن موراي          | زينب  |
| عفراء ساراتش أوغلي | جيزام |
| سرحات كيليتش       | تانر  |
| سيركان كسكين       | يلماز |
| شريف إرول          | متين  |

## موعد العرض
| الموسم | الموسم | الحلقات | الحلقات | البث الأصلي | البث الأصلي    | البث الأصلي |
| الموسم | الموسم | الحلقات | الحلقات | البث الأول  | البث الأخير    | الشبكة      |
| ------ | ------ | ------- | ------- | ----------- | -------------- | ----------- |
|        | 1      | 9       | 9       | 4 مارس 2020 | 15 نوفمبر 2020 | فوكس        |

## الحلقات
| الحلقة | عنوان الحلقة | تاريخ العرض    |
| ------ | ------------ | -------------- |
| 1      | "النهضة"     | 4 مارس 2020    |
| 2      | "الوقت"      | 11 مارس 2020   |
| 3      | "الأمل"      | 18 مارس 2020   |
| 4      | "الحقيقة"    | 25 مارس 2020   |
| 5      | "التحول"     | 11 أكتوبر 2020 |
| 6      | "الفهم"      | 18 أكتوبر 2020 |
| 7      | "المواجهة "  | 25 أكتوبر 2020 |
| 8      | "شبهة"       | 1 نوفمبر 2020  |
| 9      | -            | 15 نوفمبر 2020 |